# Asedio a la embajada de Cuba en Caracas
El asedio a la embajada de Cuba en Venezuela se produjo el 12 de abril de 2002, durante los eventos del golpe de Estado en Venezuela de 2002. El día después de que el presidente Hugo Chávez lo secuestran y lo tuvieran retenido en la isla la orchila, dirigentes del exilio cubano en Venezuela, simpatizantes de diversos partidos de oposición del país y grupos en apoyo al nuevo gobierno de Pedro Carmona comenzaron a manifestarse en frente de la embajada en horas de la mañana.

## Asedio
El 12 de abril de 2002, al día siguiente de la salida del poder del presidente Hugo Chávez, desde las 9 de la mañana se comenzaron a presentar alrededor de unas 400 personas frente a la embajada cubana a modo de manifestación. Como posibles causas de la manifestación se encuentra el rumor de que en la embajada se encontraba asilado el entonces vicepresidente Diosdado Cabello. En los actos participaron dirigentes del exilio cubano en Venezuela, simpatizantes de diversos partidos de oposición del país y grupos en apoyo al nuevo gobierno.[cita requerida]
A las 3 de la tarde hizo acto de presencia el entonces alcalde de Baruta Henrique Capriles Radonski, con la intención de solicitar al embajador cubano, Germán Sánchez Otero, la inspección del edificio para comunicar a los manifestantes que no se encontraban funcionarios del gobierno de Chávez en carácter de asilados. 

## Consecuencias
Capriles sería acusado por sectores del chavismo de ser responsable por los hechos. El embajador cubano, en Venezuela, Germán Sánchez Otero, reconoció haber dejado entrar a Capriles al edificio, pero también lo responsabilizó por no haber ordenado a los policías que dispersaran a la multitud. Radonski fue llevado a juicio en el 2004, acusado de haber irrumpido en la embajada, pero fue absuelto en el 2006. Su defensa presentó como prueba una declaración del embajador noruego Dag Mork-Ulnes, quien declaró haber hablado con teléfono con su homólogo cubano, quien a su vez le respondió:

Muy amable que usted (Ulnes) haya ofrecido su asistencia, pero todo está bien aquí, estamos conversando los dos (Capriles y Sánchez), pero no hay necesidad de su intervención.
Germán Sánchez Otero, embajador cubano, según declaración del embajador noruego Dag Mork-Ulnes.

No obstante, en noviembre de 2008, el juicio fue reabierto.